# Gédéon Ouimet
Pour les articles homonymes, voir Ouimet.
Gédéon Ouimet (né le 2 juin 1823 à Sainte-Rose et mort le 23 avril 1905 à Saint-Hilaire) est un avocat, homme politique et fonctionnaire canadien-français. Il est député de la circonscription de Deux-Montagnes à l'Assemblée législative du Québec de 1867 à 1876. Il est procureur général du Québec de 1867 à 1873 puis il est premier ministre du Québec de 1873 à 1874. Il est surintendant de l'Instruction publique de 1876 à 1895.

## Biographie
Gédéon Ouimet est le fils de Jean Ouimet, cultivateur, et de Marie Bautron. À partir de 1834, il étudie au séminaire de Saint-Hyacinthe puis de 1837 à 1839 au petit séminaire de Montréal. En 1839, il commence son stage en droit dans l'étude de son frère André. Le 26 août 1844, il est admis au Barreau de Montréal. Il s'établit à Saint-Michel-de-Vaudreuil. Le 13 août 1850, il épouse à Montréal Marie-Jeanne Pellant. De 1852 à 1854 il est maire du village de Saint-Michel-de-Vaudreuil. En 1853, il s'installe à Montréal, où il pratique sa profession dans l'étude Ouimet, Morin et Marchand.
Il milite au Parti libéral-conservateur. Lors de l'élection générale canadienne de janvier 1858, il est élu député de la circonscription électorale de Beauharnois à l'Assemblée législative du Canada-Uni. Il est défait lors de l'élection générale suivante, en 1861.
Aux élections générales québécoises de 1867, il est candidat du parti bleu et élu sans opposition député de la circonscription de Deux-Montagnes à l'Assemblée législative du Québec. Il est bâtonnier du Barreau de Montréal en 1869 et bâtonnier du Québec en 1869 et en 1870. Il est président de l'Association Saint-Jean-Baptiste de Montréal en 1869 et en 1870. Il est réélu député de Deux-Montagnes à l'élection générale de 1871. Du 15 juillet 1867 au 27 février 1873, il est Procureur général dans le gouvernement de Pierre-Joseph-Olivier Chauveau.

### Premier ministre de la province de Québec

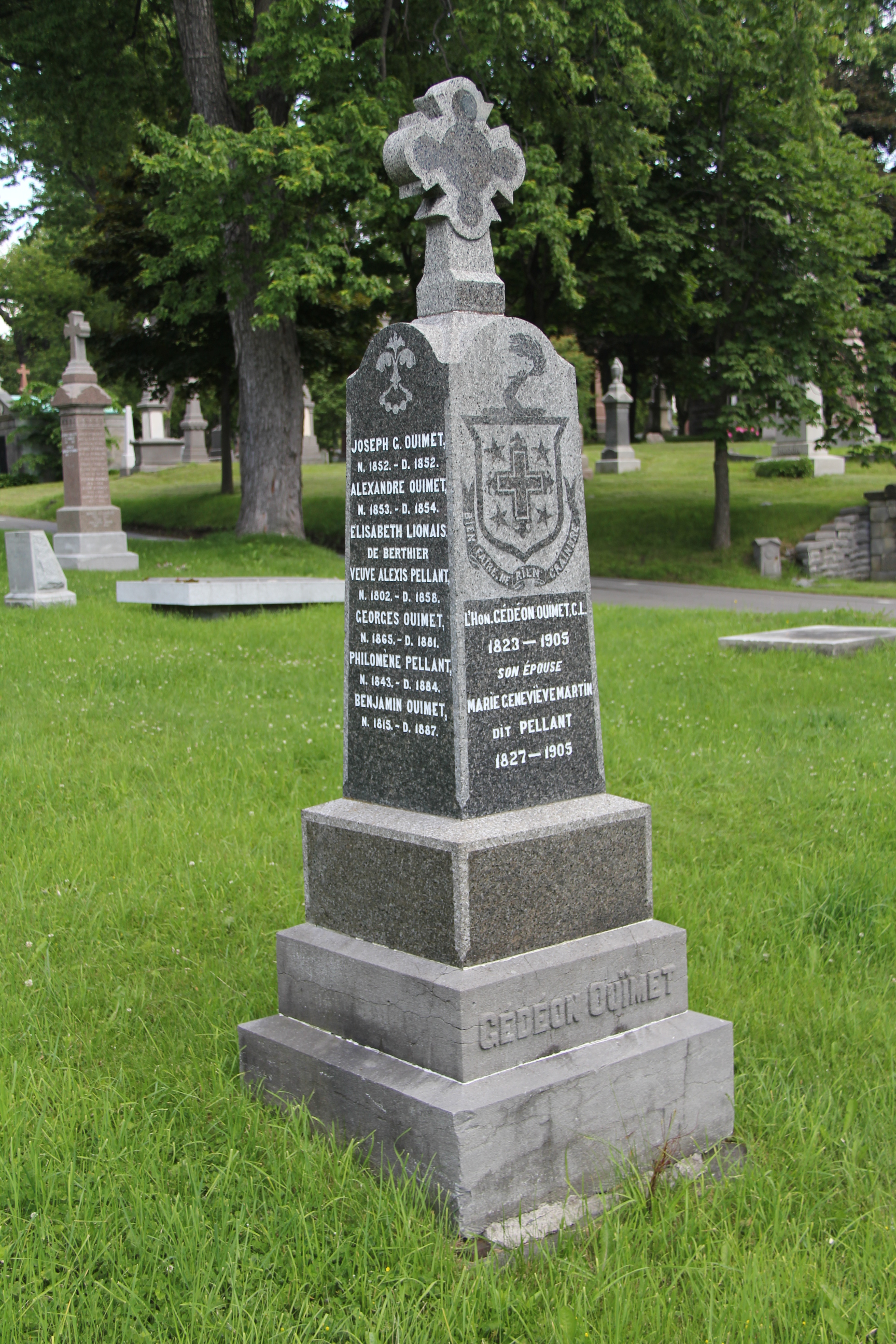
Pierre tombale de Gédéon Ouimet, cimetière Notre-Dame-des-Neiges, Montréal.

En février 1873, Chauveau démissionne de son poste de premier ministre. Gédéon Ouimet lui succède. Il devient donc le deuxième premier ministre du Québec et demeure en fonctions du 27 février 1873 au 22 septembre 1874. Il occupe aussi en même temps les postes de ministre de l'Instruction publique et de Secrétaire et Registraire de la province. Bien que son gouvernement compte plusieurs ultramontains, Ouimet se montre plus réservé quant au rôle du clergé dans les affaires de l'État. Cette prudence ne l'empêche toutefois pas de recevoir l'appui de plusieurs membres mêmes du clergé, qui favoriseront sa réélection de député peu après sa démission comme premier ministre.
Profitant de la cote de crédit en hausse du Québec, le gouvernement Ouimet contracte le premier emprunt majeur du Québec à l'étranger pour favoriser le développement ferroviaire. Également sensible au développement économique en région, son administration se rend aux arguments de Mgr Dominique Racine, curé et futur évêque de Chicoutimi, et entreprend la construction de la portion de la route 54 (actuelle route 175) allant de la jonction de l'actuelle route 169 à Chicoutimi, reliant ainsi directement Québec à Chicoutimi, et dont le tracé demeure à peu près inchangé depuis son achèvement en 1882.
Ouimet soutient en outre la création de l'École polytechnique de Montréal, en 1873. Lui-même ministre de l'Instruction publique (tout en étant premier ministre), Ouimet travaille personnellement à la mise sur pied de l'établissement. Les premiers étudiants, au nombre de sept, y seront admis dès le mois de janvier 1874.
C'est le gouvernement de Gédéon Ouimet qui abolit le double mandat, permettant à un candidat de se faire élire à la fois au fédéral et au provincial. Bien que s'étant personnellement opposé à cette partie de la loi, craignant un affaiblissement du gouvernement québécois, le premier ministre avait laissé ses députés libres de voter selon leurs convictions. Cette même loi visait en outre à contrer la fraude électorale.
Enfin, c'est sous le gouvernement de Gédéon Ouimet qu'au printemps de 1874, on envisage la construction d'un nouvel Hôtel du Parlement, projet qui verra l'érection de l'Assemblée nationale du Québec telle qu'on la connaît. Le site de l'ancien Collège des Jésuites, où se trouve l'actuel Hôtel de ville de Québec, est d'abord envisagé, mais, en juin, le gouvernement suggère plutôt d'ériger le nouvel édifice sur le site du Cricket Field, terrain qui sera effectivement retenu par le successeur de Ouimet, Charles-Eugène Boucher de Boucherville, en 1876. 
Avant son accession au poste de premier ministre, Gédéon Ouimet avait favorisé la colonisation d'une partie du Lac Saint-Jean. C'est ainsi que le village de Saint-Gédéon fut nommé en son honneur dès 1870.
Ouimet quitte son poste de premier ministre à la suite du scandale des Tanneries,. Charles-Eugène Boucher de Boucherville lui succède. Ouimet demeure député et retourne à la pratique du droit. À l'élection générale de 1875, il est réélu sans opposition député de Deux-Montagnes. Le 30 octobre 1875, le juge Francis Godschall Johnson, appelé à se prononcer sur l’affaire des Tanneries, déclare n'y avoir trouvé aucune preuve de conspiration ou de fraude.
En 1875, le gouvernement de Boucher fait adopter une loi qui remplace le ministre de l'Instruction publique (poste qui est occupé par le premier ministre) par un surintendant. Le 28 janvier 1876, Gédéon Ouimet est nommé surintendant de l'Instruction publique par Boucher et démissionne comme député. Il occupe le poste de surintendant de l'Instruction publique pendant vingt-neuf ans. En 1895, il prend sa retraite comme surintendant. Le 5 avril 1895, il est nommé membre du Conseil législatif (pour la division de Rougemont), poste qu'il occupe jusqu'à sa mort.
Gédéon Ouimet est enterré au cimetière Notre-Dame-des-Neiges, à Montréal.

L'une de ses arrière-petites-filles, Denyse Ouimet, fut la seconde épouse de l'écrivain Georges Simenon.

Registres de l'état civil du Québec.
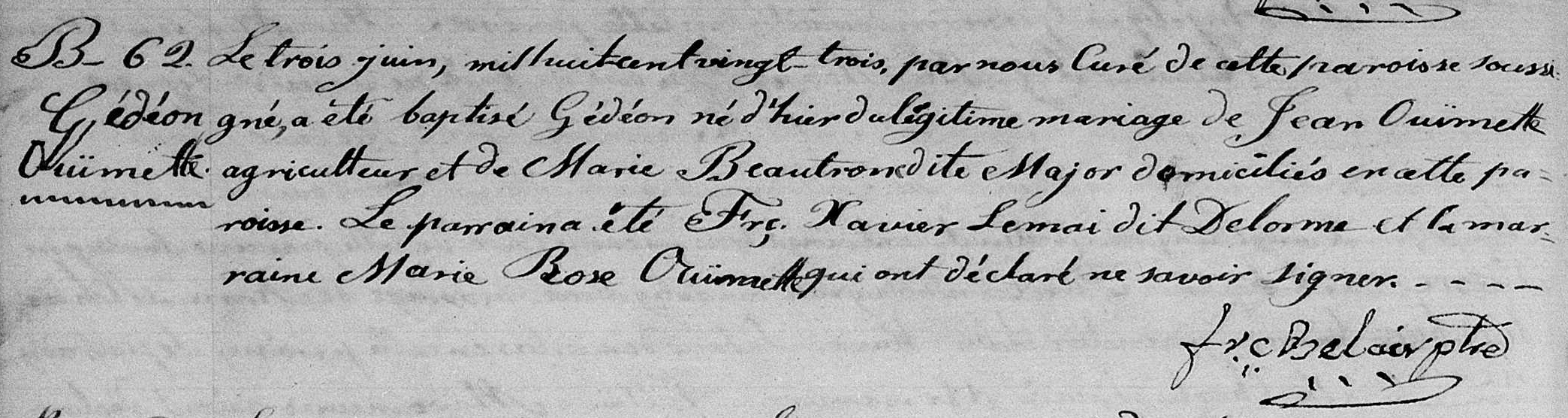
Acte de baptême de Gédéon Ouïmette. 3 juin 1823. Paroisse Sainte-Rose-de-Lima de la ville de Laval.
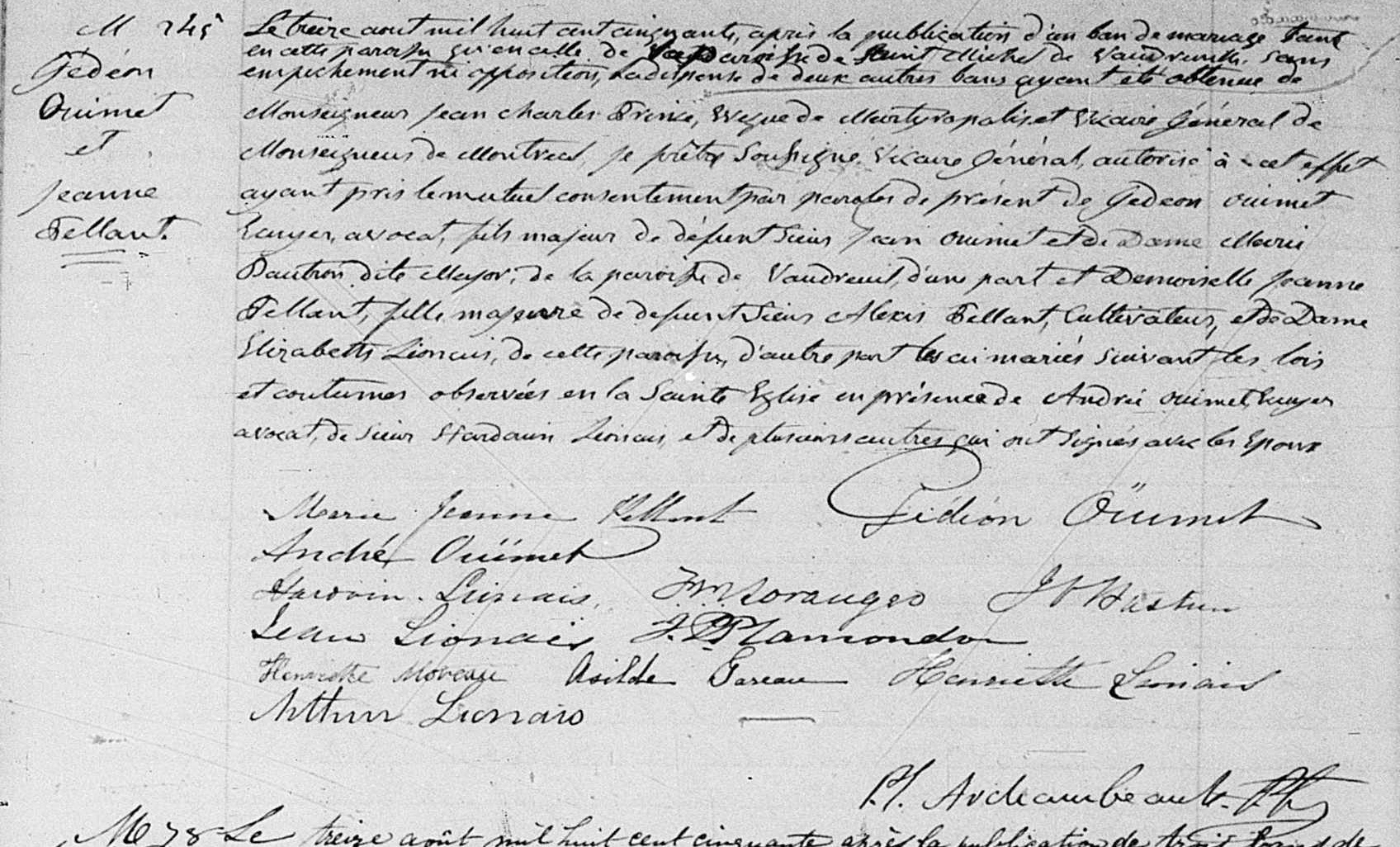
Acte de mariage entre Gédéon Ouimet et Jeanne Pellant. 13 août 1850. Paroisse Notre-Dame de la ville de Montréal.
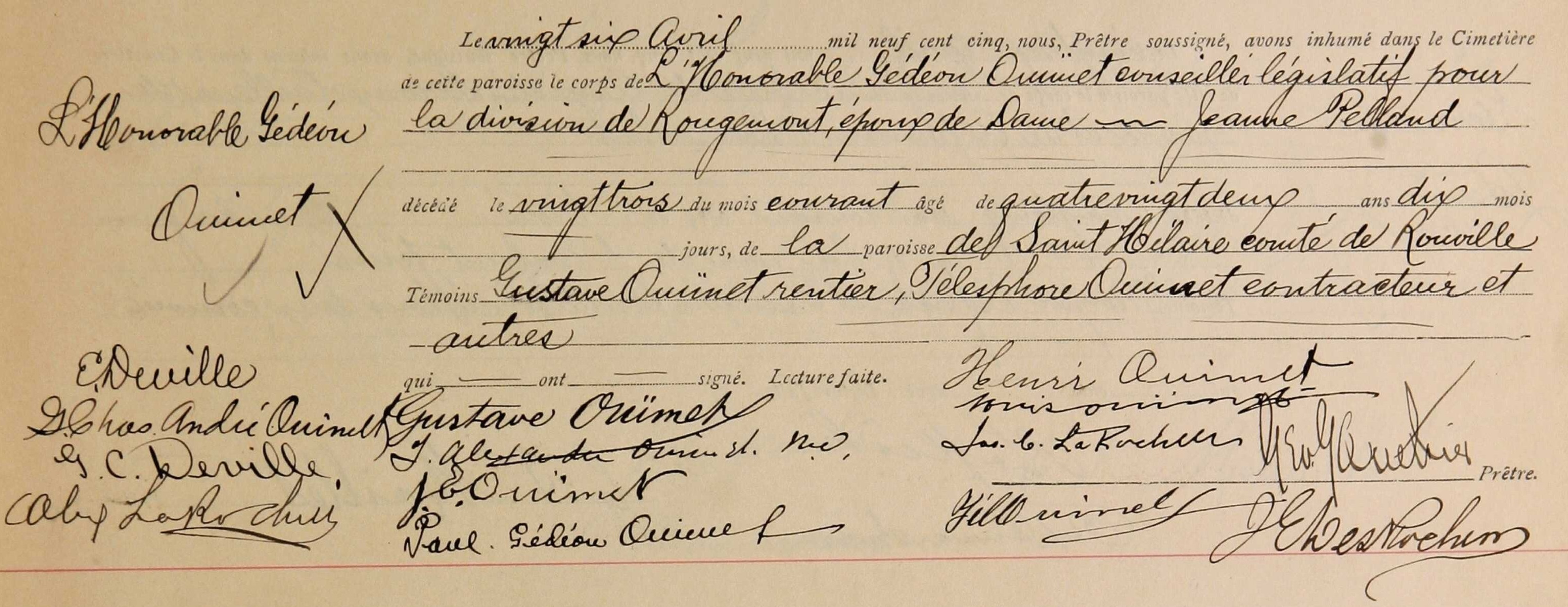
Acte de sépulture de Gédéon Ouimet. 26 avril 1905. Paroisse Notre-Dame de la ville de Montréal.

## Distinctions
Gédéon Ouimet a reçu les distinctions suivantes :
- commandeur de l'Ordre de Saint-Grégoire-le-Grand en 1886 ;
- membre de l'Académie des arcades de Rome ;
- doctorat honorifique en droit de l'Université Laval ;

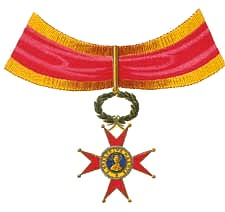
Gédéon Ouimet a été nommé Commandeur de l'Ordre de Saint-Grégoire-le-Grand.

- doctorat honorifique en droit du Collège Bishop's.

## Honneurs
- Le pont Gédéon-Ouimet, qui relie Laval à Boisbriand en enjambant la rivière des Mille-Îles, est nommé en son honneur[14].
- Le Centre Gédéon-Ouimet de la Commission scolaire de Montréal a été nommé en son honneur. Cette institution publique dessert annuellement environ 1 200 élèves inscrits à l'un de ses trois programmes de formation : l'enseignement général relié aux études secondaires, un autre en alphabétisation-francisation et la formation Français de transition destinée surtout aux jeunes allophones âgés seize ans et plus. Construit par Joseph Venne en 1914, ce centre, qui fait partie du patrimoine architectural de la Ville de Montréal, célébra son centenaire en 2014.
- La rue Gédéon-Ouimet a été nommée en son honneur à Québec[15].

## Résultats électoraux

### Élections provinciales
|       | Nom           | Parti        | Nombre de voix    | %                 | Maj.              |
| ----- | ------------- | ------------ | ----------------- | ----------------- | ----------------- |
|       | Gédéon Ouimet | Conservateur | (sans opposition) | (sans opposition) | (sans opposition) |
| Total | Total         | Total        | -                 | -                 |                   |

|       | Nom                     | Parti        | Nombre de voix | %      | Maj. |
| ----- | ----------------------- | ------------ | -------------- | ------ | ---- |
|       | Gédéon Ouimet (sortant) | Conservateur | 765            | 68,4 % | 411  |
|       | Damase Masson           | Libéral      | 354            | 31,6 % | -    |
| Total | Total                   | Total        | 1 119          | 100 %  |      |

|       | Nom                     | Parti        | Nombre de voix    | %                 | Maj.              |
| ----- | ----------------------- | ------------ | ----------------- | ----------------- | ----------------- |
|       | Gédéon Ouimet (sortant) | Conservateur | (sans opposition) | (sans opposition) | (sans opposition) |
| Total | Total                   | Total        | -                 | -                 |                   |